# معاهدة نيمفايوم (1261)

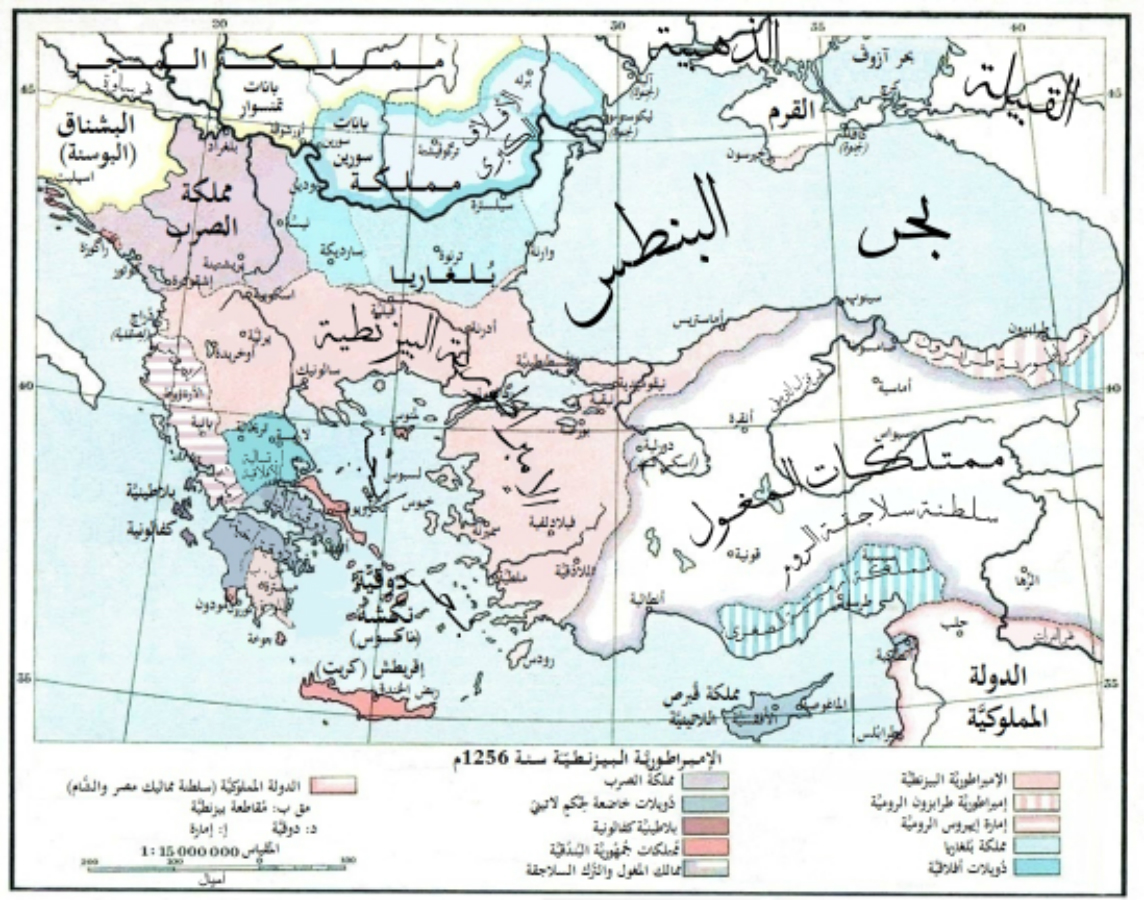
الإمبراطورية البيزنطية بعد استعادتها من أيدي الصليبيين

كانت معاهدة نيمفايوم اتفاقًا للتجارة والدفاع بين إمبراطورية نيقية وجمهورية جنوة في نيمفايون في مارس 1261. كان لهذه المعاهدة تأثير كبير على كل من الإمبراطورية البيزنطية المستعادة وجمهورية جنوة حيث أملت لاحقًا تاريخهما لعدة قرون قادمة.